# جان رانسون
جان رانسون (انگلیسی: Jon Ronson؛ زادهٔ ۱۰ مهٔ ۱۹۶۷) روزنامه‌نگار، نویسنده، فیلم‌نامه‌نویس، فیلم‌ساز مستند، مجری رادیو و کارگردان فیلم اهل بریتانیا است.
از فیلم‌هایی که وی در آن‌ها نقش داشته‌است، می‌توان به مردانی که به بزها خیره می‌شوند، فرانک و اوکجا اشاره نمود.